# Smithers (Virginia Occidental)
Smithers es una ciudad ubicada en los condados de Fayette y Kanawha en el estado estadounidense de Virginia Occidental. En el Censo de 2010 tenía una población de 813 habitantes y una densidad poblacional de 622,82 personas por km².

## Geografía
Smithers se encuentra ubicada en las coordenadas 38°10′33″N 81°18′17″O / 38.17583, -81.30472. Según la Oficina del Censo de los Estados Unidos, Smithers tiene una superficie total de 1.31 km², de la cual 1.3 km² corresponden a tierra firme y (0.4%) 0.01 km² es agua.

## Demografía
Según el censo de 2010, había 813 personas residiendo en Smithers. La densidad de población era de 622,82 hab./km². De los 813 habitantes, Smithers estaba compuesto por el 89.79% blancos, el 8% eran afroamericanos, el 0.62% eran amerindios, el 0% eran asiáticos, el 0% eran isleños del Pacífico, el 0% eran de otras razas y el 1.6% pertenecían a dos o más razas. Del total de la población el 0.74% eran hispanos o latinos de cualquier raza.